# Flogölen
Flogölen är en sjö i Vimmerby kommun i Småland och ingår i Motala ströms huvudavrinningsområde. Sjön är 5 meter djup, har en yta på 0,02 kvadratkilometer och är belägen 140 meter över havet.